# Jacksonville (Texas)
Jacksonville város az Amerikai Egyesült Államok Texas államában, Cherokee megyében. Lakosainak száma 13 997 fő (2020. április 1.).

## Népesség
A település népességének változása:

| 2010 | 14 544 |
| 2020 | 13 997 |